# Đèo Quao
Đèo Quao là đèo trên quốc lộ 279 ở vùng giáp ranh xã Quang Lang và Quan Sơn huyện Chi Lăng tỉnh Lạng Sơn, Việt Nam .
Đèo Quao dài 9 km, cao 390 m. Đây là đỉnh đèo cao nhất của tuyến đường từ thị trấn Đồng Mỏ 21°39′28″B 106°34′42″Đ / 21,65791°B 106,578469°Đ đi Chũ 21°22′20″B 106°33′37″Đ / 21,372328°B 106,560189°Đ.